# Daniel Hofstetter (Fußballspieler)
Daniel Hofstetter (* 4. Juli 1992 in Ebersberg) ist ein ehemaliger deutscher Fußballspieler auf der Position des Innenverteidigers.

## Karriere

### Verein
Im Winter 2007/08 wechselte Hofstetter von Wacker Burghausen zum TSV 1860 München. Dort spielte er bis 2010 in den Jugendabteilungen, ab 2010 in der Zweiten Mannschaft in der Regionalliga Süd. Er stand auch mehrmals im Kader der ersten Mannschaft, kam dort aber nie zum Einsatz. Im März 2012 wurde bekanntgegeben, dass Hofstetters Vertrag bei den „Löwen“ nicht verlängert wird. Daher konnte er ablösefrei zur SpVgg Unterhaching wechseln. Sein Vertrag dort lief bis Sommer 2014. Nach Vertragsende schloss er sich dem 1. FC Eintracht Bamberg an und wechselte im Januar 2015 zurück zu Wacker Burghausen. Nach dem Ende der Saison 2018/19 ließ er seine Karriere bei den Amateurvereinen TSV Ampfing und FC Töging ausklingen, wo er Ende der Saison 2021/22 die Fußballschuhe an den Nagel hängte.

### Nationalmannschaft
Hofstetter bestritt insgesamt 21 Spiele für die deutschen Junioren-Nationalmannschaften. Er nahm unter anderem an der U-17-Fußball-Weltmeisterschaft 2009 in Nigeria teil.